# Marcus (zespół muzyczny)
Marcus – polski zespół muzyczny, wykonujący disco polo, istniejący w latach 1996–2015.
Zespół Marcus powstał w 1996 roku z inicjatywy Ireneusza Kubiaka, Artura Dryli, Mariusza Sikory i Grzegorza Trzcińskiego. W swojej dyskografii ma 3 albumy i liczne przeboje, w tym m.in.: „Kataryniarz”, „Za wolność”, „Letnie rytmy”, „Czerwone wino”, „Warto młodym być”, „Samotność jak ocean” czy „Szalona małolata”.
Albumy
- 1996: Wolność moja jedyna[1]
- 1998: Za wolność[2]
- 2014: Tobie podaruję[3]